# Austrocactus coxii
Austrocactus coxii es una especie de planta suculenta perteneciente al género Austrocactus, dentro de la familia Cactaceae. Es endémica del sur de Argentina.

## Descripción

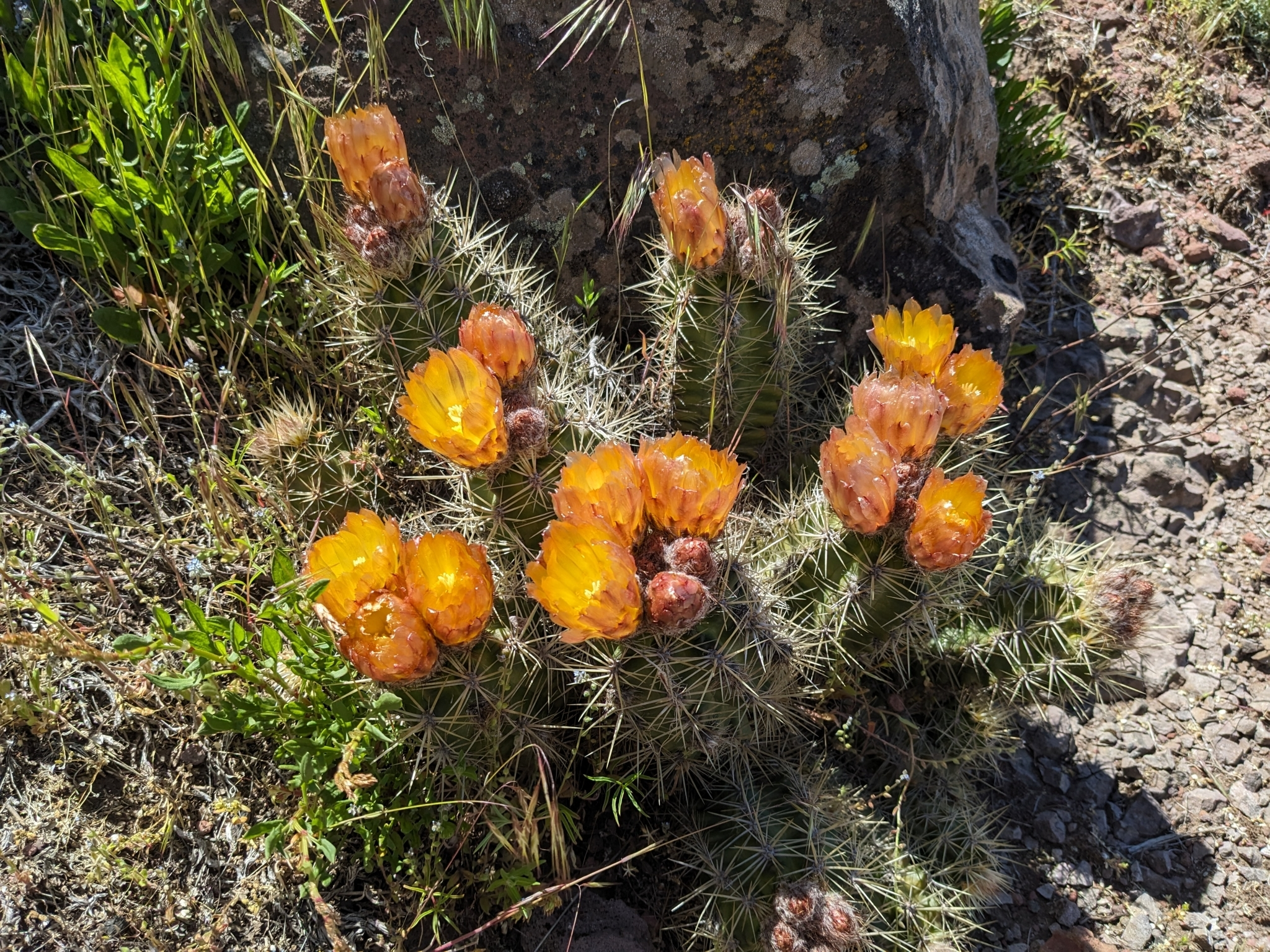
Planta en floración

Austrocactus coxii es una especie de cactus cilíndrico que crece de forma columnar y en grupo. Alcanza alturas de hasta 60 cm de altura y 5 cm de diámetro. 
Sus tallos presentan de 6 a 10 costillas que se dividen en cúspides o tubérculos. En las areolas encontramos de 1 a 4 espinas centrales rectas o ligeramente ganchudas, de 4 cm de largo y de 6 a 10 espinas radiales finas que llegan a medir hasta 1 cm de largo. 

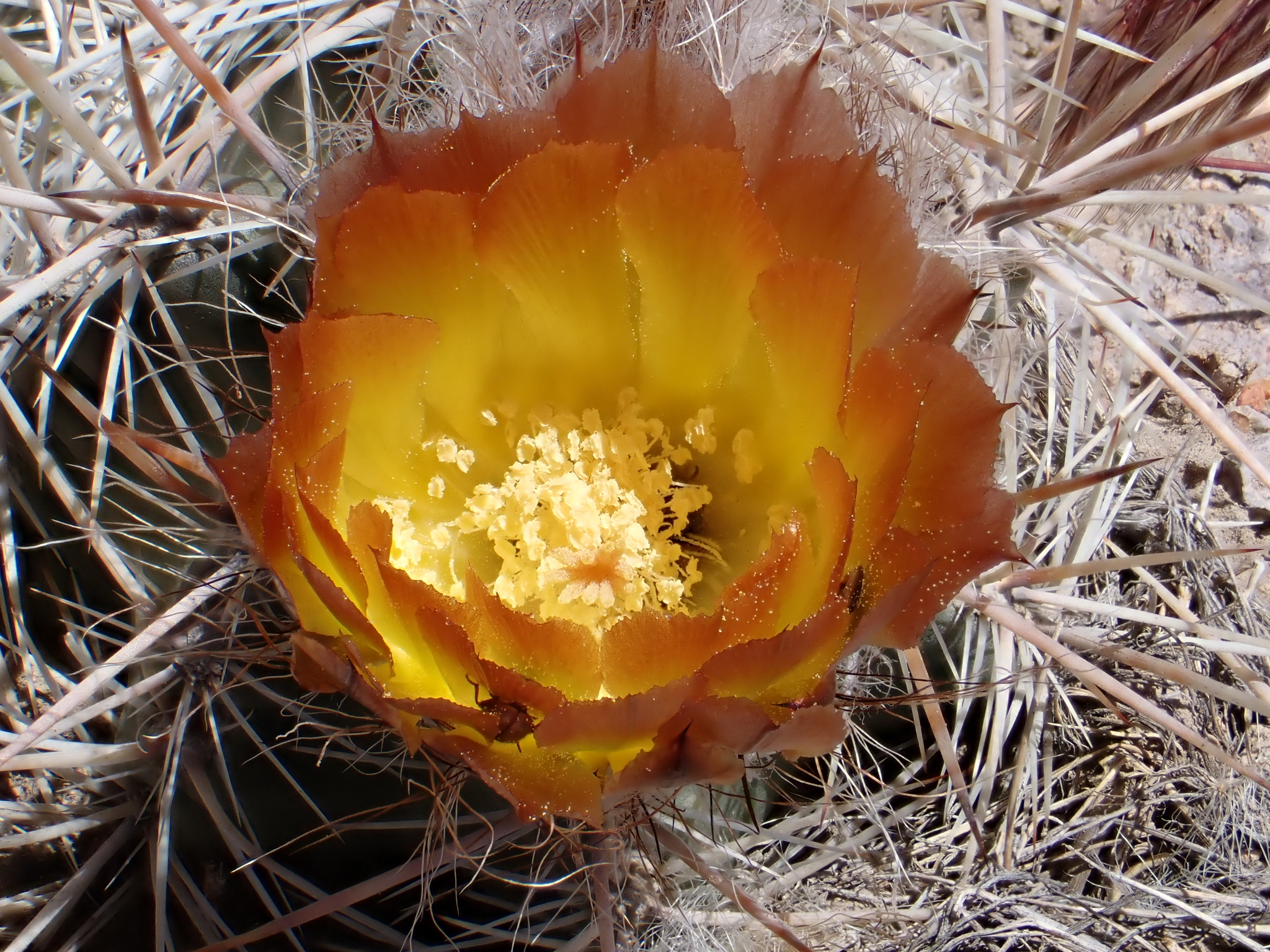
Detalle de la flor

Las flores son diurnas, de color rojo pálido o amarillento de hasta 3,5 cm de largo y diámetro.

## Distribución y hábitat
El área de distribución nativa de esta especie es el sur de Argentina y crece principalmente en el bioma templado.

## Taxonomía
La primera descripción de esta especie fue como Echinocactus coxii, publicada en 1898 por el botánico alemán Karl Moritz Schumann en el libro Gesamtbeschreibung der Kakteen: 422.
Más tarde, el botánico alemán Curt Backeberg trasladó la especie al género Austrocactus, por lo que pasó a llamarse Austrocactus coxii. Registró estos cambios en el libro Die Cactaceae 3: 1562, publicado en 1959.
Etimología
- Austrocactus: nombre genérico que proviene del latín australis (que significa 'del sur') y el sufijo cactus, haciendo referencia a que es un cactus que se localiza en el sur.[5]
- coxii: epíteto otorgado en honor al naturalista chileno Gillermo E. Cox, quien quien mencionó el nombre (como Echinocactus Coxi ) en un Viaje a la Patagonia (Argentina).[6][7]

## Usos
Se cultiva principalmente por todo el mundo como planta ornamental.

## Galería

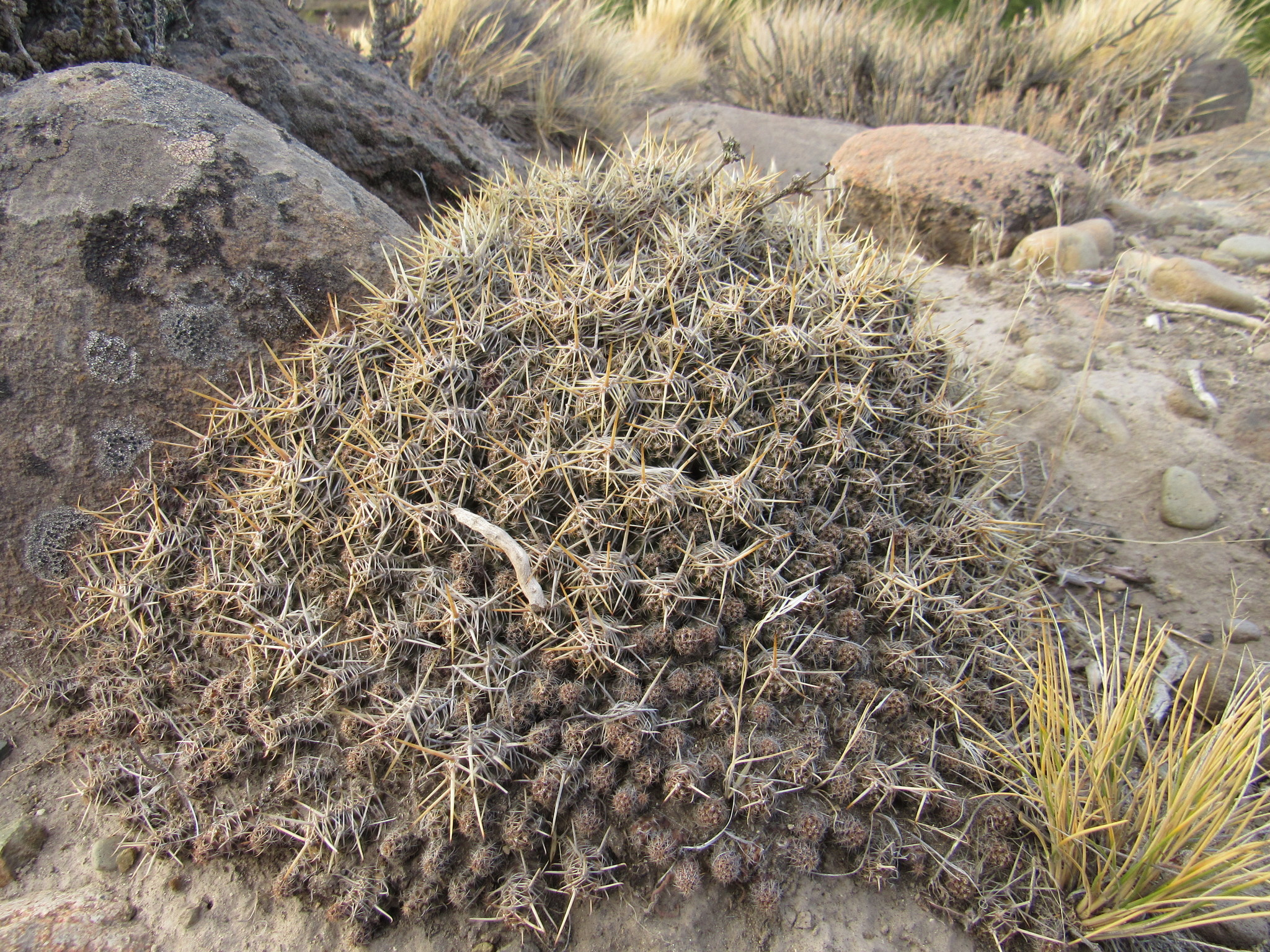
Planta en su hábitat
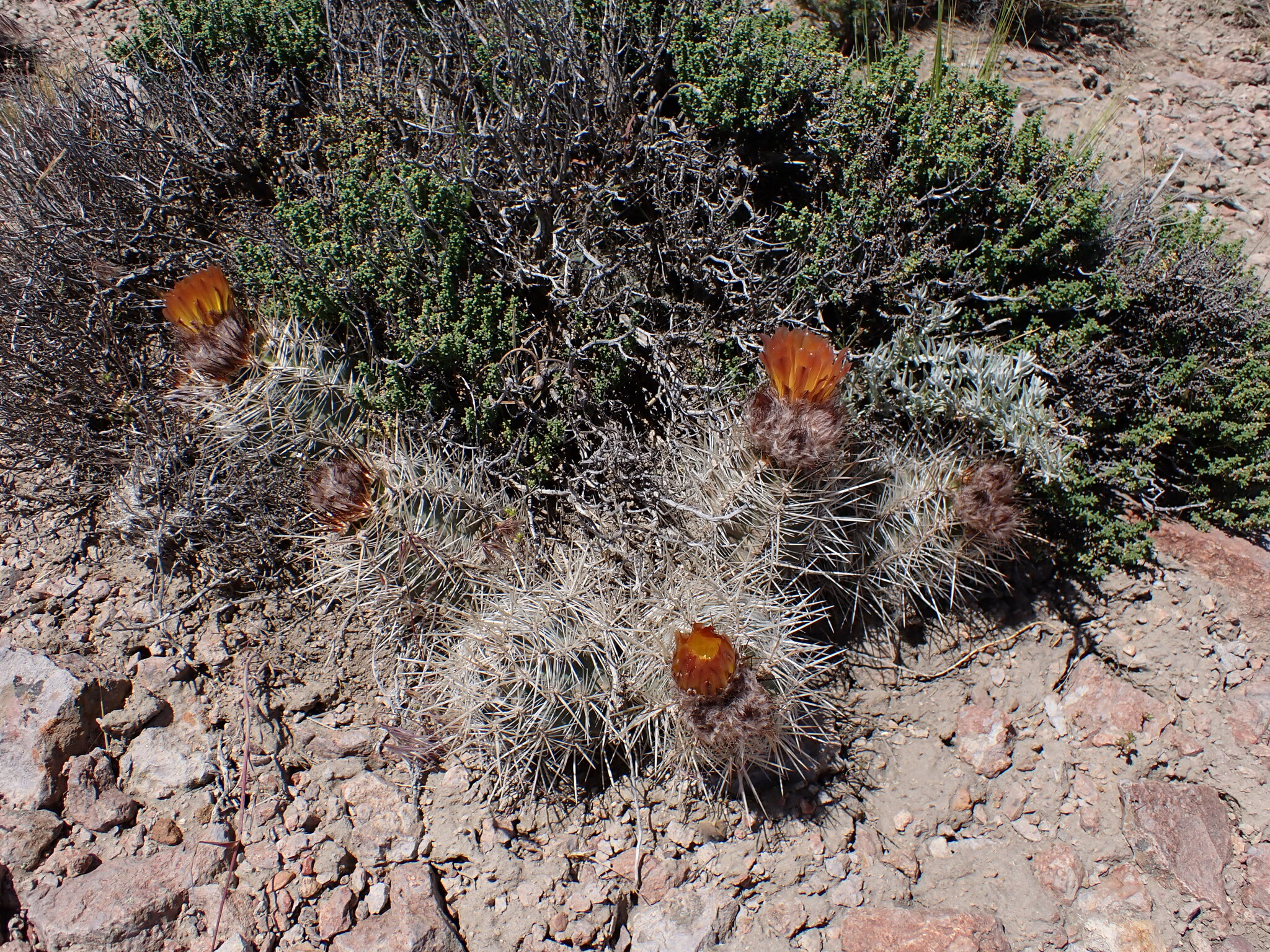
Plantas en flor
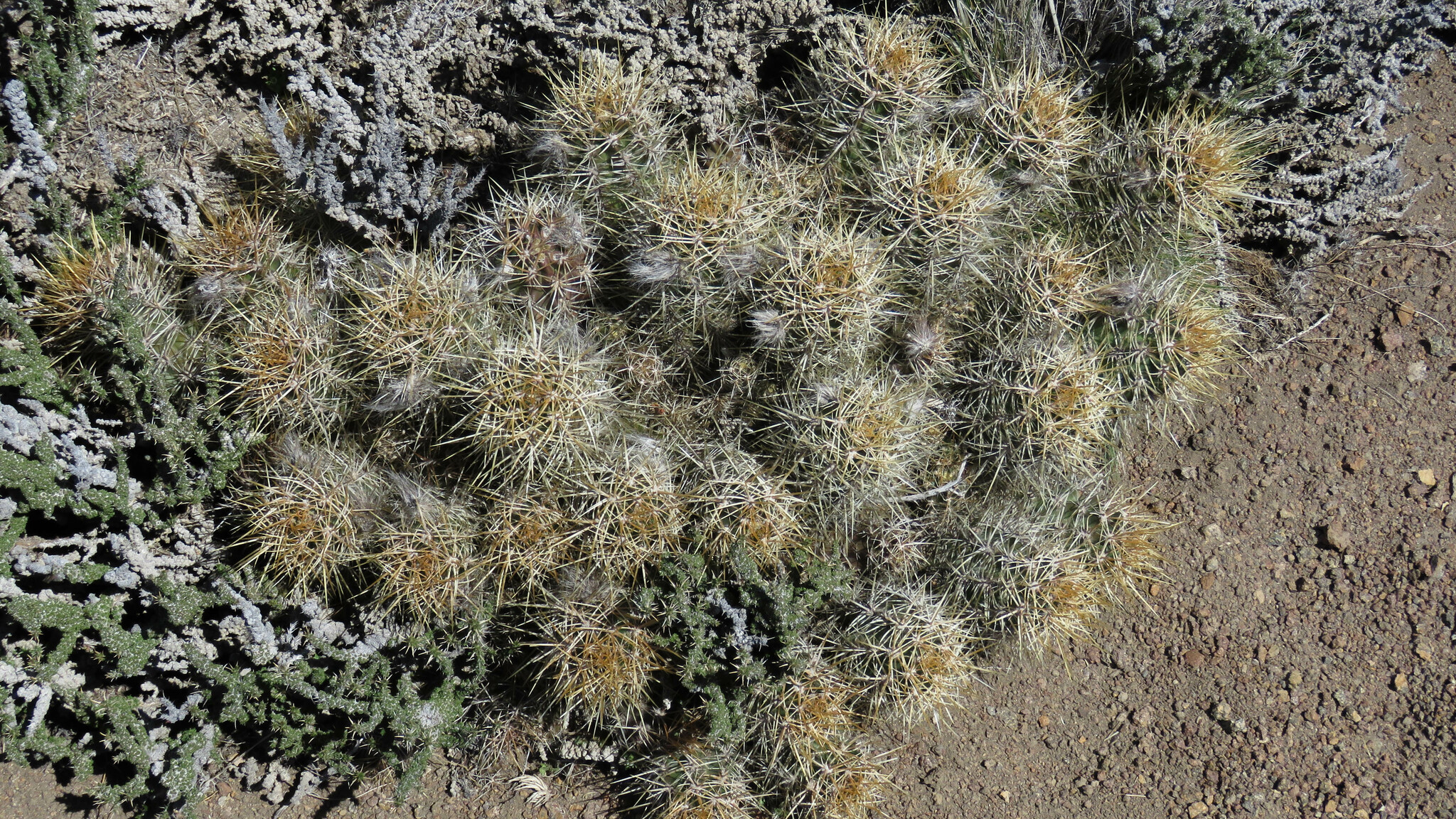
Grupo de plantas
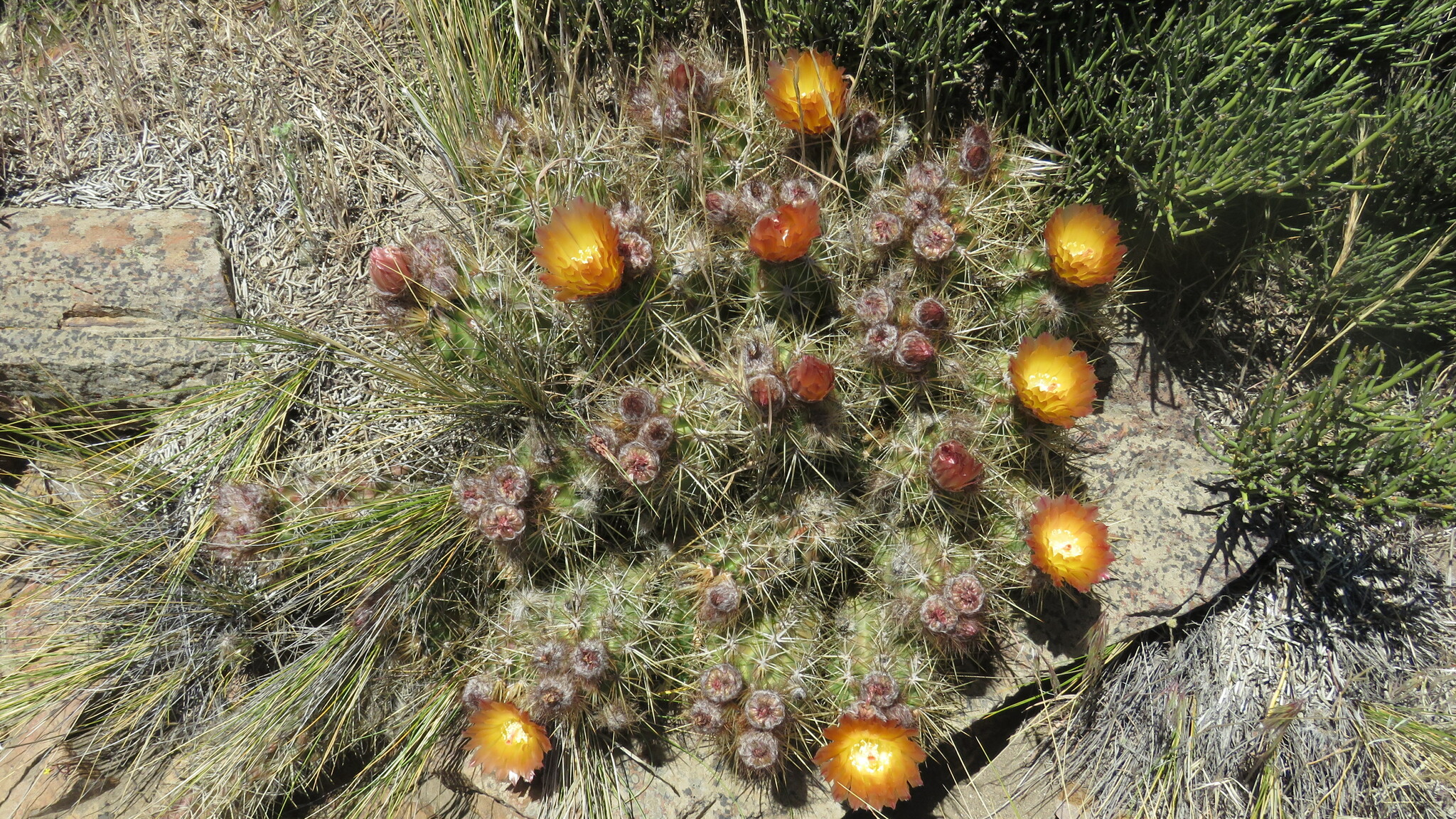
Detalle de la floración
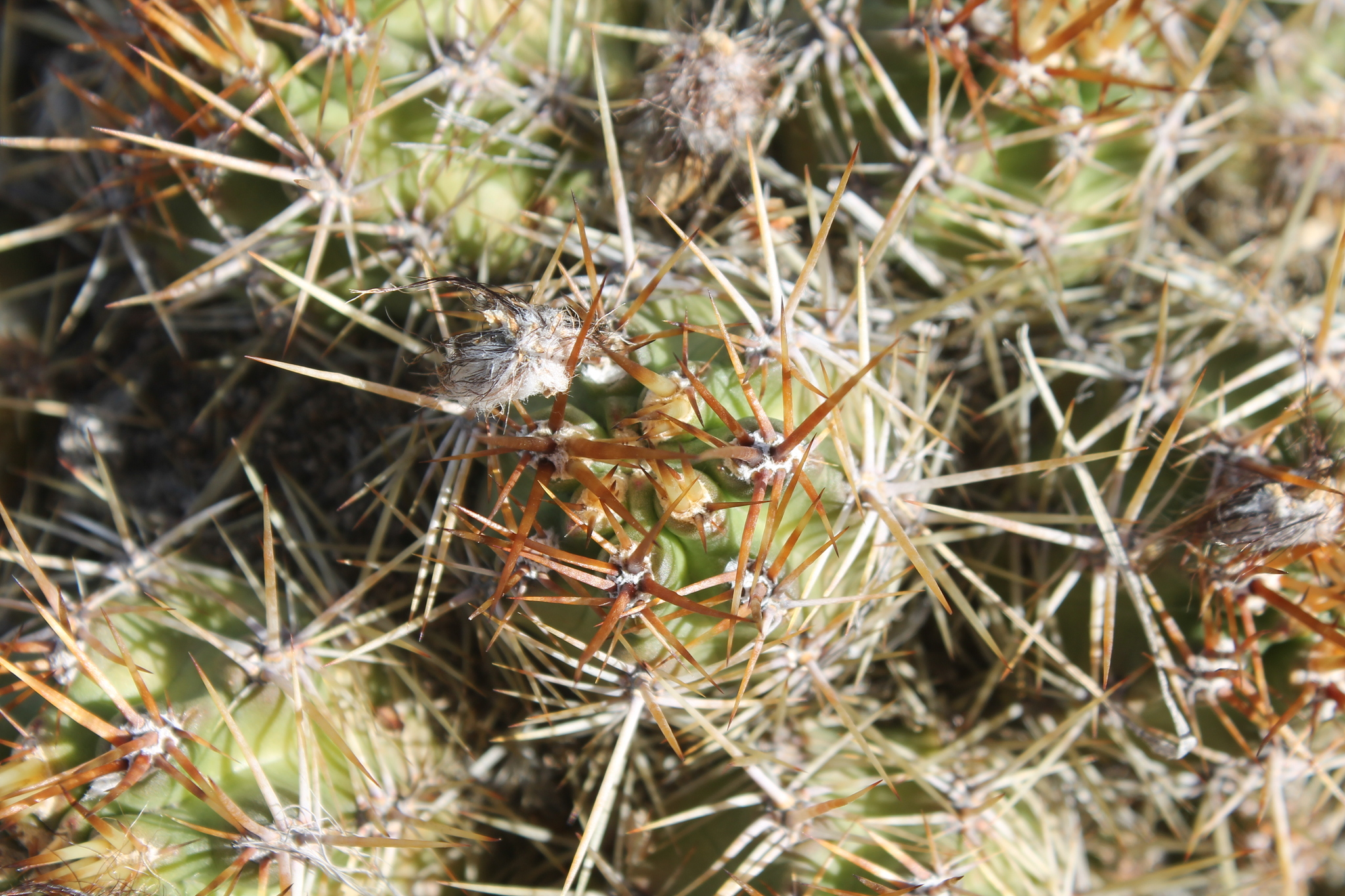
Detalle de las espinas